# Gosei 1996
Il Gosei 1996 è stata la ventiduesima edizione del torneo goistico giapponese Gosei. 

## Svolgimento
- W indica vittoria col bianco
- B indica vittoria col nero
- X indica la sconfitta
- +R indica che la partita si è conclusa per abbandono
- +N indica lo scarto dei punti a fine partita
- +F indica la vittoria per forfeit
- +T indica la vittoria per timeout
- +? indica una vittoria con scarto sconosciuto
- V indica una vittoria in cui non si conosce scarto e colore del giocatore

### Fase preliminare
La fase preliminare serve a determinare chi accede al torneo per la selezione dello sfidante. Consiste in un torneo preliminare, i cui vincitori sono qualificati al torneo per la determinazione dello sfidante.

### Determinazione dello sfidante
|  | Primo turno        | Primo turno |  |  | Secondo turno     | Secondo turno |                 |                 | Terzo turno | Terzo turno |  |  | Semifinale | Semifinale |  |  | Finale | Finale |
|  |                    |             |  |  |                   |               |                 |                 |             |             |  |  |            |            |  |  |        |        |
|  | Mika Yoshida       |             |  |  |                   |               |                 |                 |             |             |  |  |            |            |  |  |        |        |
|  | Michael Redmond    | W+R         |  |  | Michael Redmond   |               |                 |                 |             |             |  |  |            |            |  |  |        |        |
|  | Atsushi Kato       |             |  |  | Hironari Nakano   | B+R           |                 |                 |             |             |  |  |            |            |  |  |        |        |
|  | Hironari Nakano    | W+R         |  |  |                   |               |                 | Hironari Nakano |             |             |  |  |            |            |  |  |        |        |
|  | Kazunari Fujisawa  |             |  |  | Hideo Otake       | W+4,5         |                 |                 |             |             |  |  |            |            |  |  |        |        |
|  | Naoki Hane         | B+R         |  |  | Naoki Hane        |               |                 |                 |             |             |  |  |            |            |  |  |        |        |
|  | Fumihiko Masahiko  |             |  |  | Hideo Otake       | B+R           |                 |                 |             |             |  |  |            |            |  |  |        |        |
|  | Hideo Otake        | W+R         |  |  |                   |               |                 | Hideo Otake     |             |             |  |  |            |            |  |  |        |        |
|  | Hideki Komatsu     |             |  |  | Cho Chikun        | B+R           |                 |                 |             |             |  |  |            |            |  |  |        |        |
|  | Shoji Hashimoto    | B+0,5       |  |  | Shoji Hashimoto   |               |                 |                 |             |             |  |  |            |            |  |  |        |        |
|  | Kunio Hisajima     |             |  |  | Shuji Takahara    | B+R           |                 |                 |             |             |  |  |            |            |  |  |        |        |
|  | Shuji Takahara     | B+4,5       |  |  |                   |               | Shuji Takahara  |                 |             |             |  |  |            |            |  |  |        |        |
|  | Ei Kanda           |             |  |  | Cho Chikun        | B+R           |                 |                 |             |             |  |  |            |            |  |  |        |        |
|  | Satoshi Yuki       | B+R         |  |  | Satoshi Yuki      |               |                 |                 |             |             |  |  |            |            |  |  |        |        |
|  | Tadashi Kanashima  |             |  |  | Cho Chikun        | B+R           |                 |                 |             |             |  |  |            |            |  |  |        |        |
|  | Cho Chikun         | W+R         |  |  |                   |               |                 | Cho Chikun      |             |             |  |  |            |            |  |  |        |        |
|  | Rin Kaiho          |             |  |  | Norimoto Yoda     | B+R           |                 |                 |             |             |  |  |            |            |  |  |        |        |
|  | Yasumasa Hane      | B+R         |  |  | Yasumasa Hane     |               |                 |                 |             |             |  |  |            |            |  |  |        |        |
|  | Yusaku Ogaki       |             |  |  | Ryu Shikun        | B+3,5         |                 |                 |             |             |  |  |            |            |  |  |        |        |
|  | Ryu Shikun         | W+3,5       |  |  |                   |               | Ryu Shikun      |                 |             |             |  |  |            |            |  |  |        |        |
|  | Ikuro Ishigure     |             |  |  | Ō Rissei          | W+1,5         |                 |                 |             |             |  |  |            |            |  |  |        |        |
|  | Kōichi Kobayashi   | W+R         |  |  | Kōichi Kobayashi  |               |                 |                 |             |             |  |  |            |            |  |  |        |        |
|  | Masao Kato         |             |  |  | Ō Rissei          | W+0,5         |                 |                 |             |             |  |  |            |            |  |  |        |        |
|  | Ō Rissei           | W+2,5       |  |  |                   |               | Ō Rissei        |                 |             |             |  |  |            |            |  |  |        |        |
|  | Yoshitaka Ushikubo |             |  |  | Norimoto Yoda     | W+R           |                 |                 |             |             |  |  |            |            |  |  |        |        |
|  | Tatsuaki Iwata     | W+R         |  |  | Tatsuaki Iwata    |               |                 |                 |             |             |  |  |            |            |  |  |        |        |
|  | Ryugo Koyama       |             |  |  | Masaki Takemiya   | B+R           |                 |                 |             |             |  |  |            |            |  |  |        |        |
|  | Masaki Takemiya    | B+R         |  |  |                   |               | Masaki Takemiya |                 |             |             |  |  |            |            |  |  |        |        |
|  | Masaharu Sato      |             |  |  | Norimoto Yoda     | B+R           |                 |                 |             |             |  |  |            |            |  |  |        |        |
|  | Hideyuki Fujisawa  | W+R         |  |  | Hideyuki Fujisawa |               |                 |                 |             |             |  |  |            |            |  |  |        |        |
|  | Hiroyuki Hiroe     |             |  |  | Norimoto Yoda     | B+R           |                 |                 |             |             |  |  |            |            |  |  |        |        |
|  | Norimoto Yoda      | W+R         |  |  |                   |               |                 |                 |             |             |  |  |            |            |  |  |        |        |

### Finale
La finale è una sfida al meglio delle cinque partite, il detentore Satoru Kobayashi ha affrontato lo sfidante scelto tramite il processo di qualificazione.